# 牛乳パン

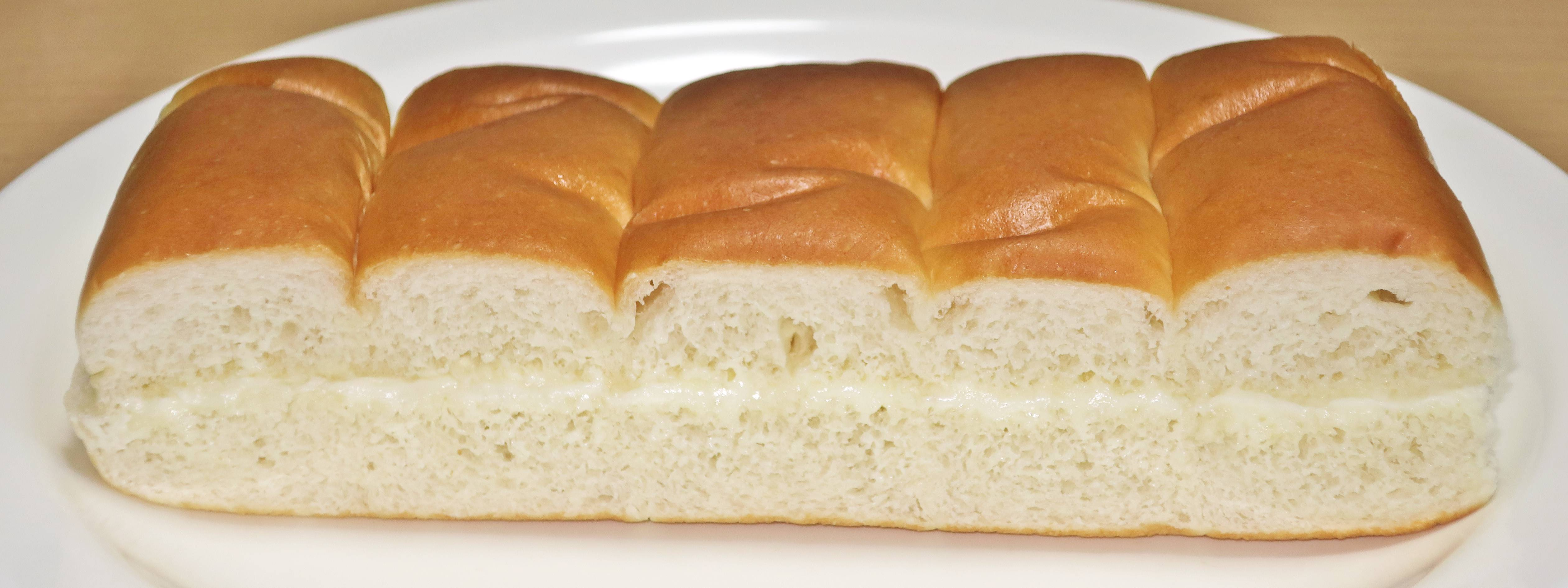
牛乳パン（敷島製パン）

牛乳パン（ぎゅうにゅうパン）とは、菓子パンの一種である。

## 概要
長野県を中心に甲信越地域のパン店を中心に製造・販売されている。厚みのある長方形のパン（三角や丸型もあり）に、牛乳を練りこんだクリームがはさまれている。発祥について諸説あるため誕生についても正確な時期は明確ではないが、後述の通り伊那市では1950年代後半には販売が開始されていたという証言がある。以降、各地で製造販売は継続されており、信州のソウルフードとされることもある。
東京のアンテナショップ銀座NAGANOでも数多くの長野県中の牛乳パンを扱っている。
地域のパン店だけでなく、大手製パン会社も同様のパンを製造している。Pasco（信州シキシマ）はパッケージに「信州発」の印刷を施し、関東・甲信越・中部地域で販売。ヤマザキからは「牛乳入りパン」の名称で販売。スーパーマーケットやコンビニエンスストアなどで購入できるが、入手可能な地方は限られる。

## 発祥

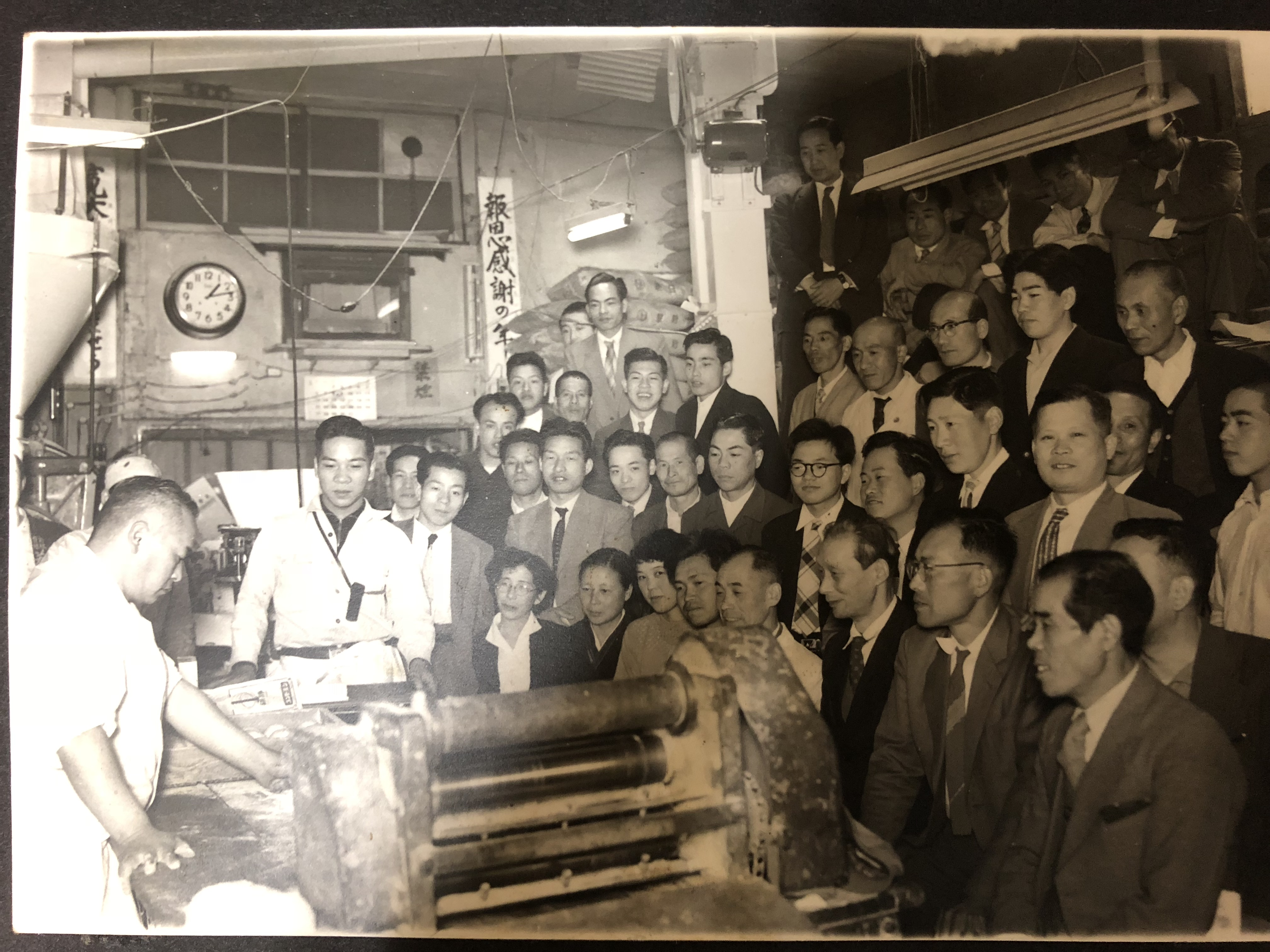
1950年代に行なわれた長野県パン組合の牛乳パン講習会。左から二番目の若い男性が講師の中坪兼吉氏。

伊那市の製パン会社で、1950年代の後半、そこに勤務していた駒ヶ根市在住の中坪兼吉が朝の5時頃来店した年配女性に「パンはありませんか」と問われ一旦は断ったものの、女性が「どんなパンでも良い」というのでその場にあったパンにジャムを塗って渡した。女性は翌日も来店し、前日のパンを求めたものの、今度はジャムがなかったため近くにあった菓子用のバタークリームを塗って挟んで渡した。女性は近所のダム建設の賄いを担当していた人だったようで、このパンが好評だったことから連日パンを求めに訪れるようになった。製パン会社の社長が商品化したところ飛ぶように売れ、最盛期には一日1,000個以上焼いても追いつかないほど、というエピソードが残っている。
牛乳パンと名付けられてはいたものの、当初牛乳は入っていなかったが、なかなか牛乳を飲むことができない当時の食糧事情にあって、栄養価の高い牛乳をパンの名称にしたことも人気商品となった要因の一つとされる。そして実際にパンの生地に牛乳を入れるようになったのは、人気が高まってからで、当時のあんパンの販売価格が10円程度であったのに対して、牛乳パンの販売価格は20円～25円であった。
人気の高まりを受けて、長野県パン組合（2016年に解散）の理事長を務めていた社長に、組合に加盟している各店主から牛乳パンの講習会を行なうよう要請があったことで中坪の指導による講習会が行なわれた。当時中坪は他店に教えることは反対だったが、社長の「みんなに教え、共有して広げるべきだ」という考えで二日間説得され翻意した。結果として長野県内のみならず、隣接する新潟県上越地方にまでも広がり、それぞれの地域で息の長い人気商品となった。
袋のデザインは、当初白地に牛の絵が印刷されている共通の袋を使っていたが、その後、木曽郡木曽町福島にある『かねまるパン店』のお母さんが、我が子をスケッチした少年の絵がパッケージデザインとして広く使われたことから、全体的に似通ったデザインの袋が多い。各地のパン店でも牛乳パンを製造・販売しており、店ごとにパン生地やクリームのレシピは独自である。形状にも違いが見られる。
2010年以降、TBS系列「マツコの知らない世界」、日本テレビ系列「秘密のケンミンSHOW極」といった全国メディアにも取り上げられている。
駒ヶ根市では、「牛乳パンの誕生に駒ヶ根の方が大きく関わっていたことは貴重な地域の宝」として、2018年の駒ヶ根市議会６月定例会で「牛乳パン生みのまち」宣言をしている。